# Heligmonevra forcipatus
Heligmonevra forcipatus là một loài ruồi trong họ Asilidae. Heligmonevra forcipatus được Meijere miêu tả năm 1915. Loài này phân bố ở miền Ấn Độ - Mã Lai.